# Террористический акт в Волгодонске
Террористи́ческий акт в Волгодо́нске — взрыв около жилого дома в Волгодонске (Ростовская область), произошедший 16 сентября 1999 года в 5 часов 57 минут.
Рядом с девятиэтажным жилым домом № 35 по Октябрьскому шоссе сдетонировал грузовик ГАЗ-53 со взрывчаткой. Погибло 19 человек, 89 были госпитализированы.

## Ход событий
Террористический акт в Волгодонске был частью серии терактов, осуществлённых в российских городах 4—16 сентября 1999 года. По данным следствия, эта серия терактов была организована и профинансирована руководителями незаконного вооружённого формирования Исламский институт «Кавказ» Эмиром аль-Хаттабом и Абу Умаром. Эти теракты были направлены на массовую гибель людей, с целью нарушения общественной безопасности, устрашения населения и оказания воздействия на принятие решений органами власти по ликвидации последствий нападения боевиков на Дагестан в августе 1999 года.
Хаттаб и Абу Умар обратились к лидерам так называемого «мусульманского общества № 3», или карачаевского ваххабитского джамаата. Один из его председателей, Ачимез Гочияев, организовал из сподвижников диверсионную группу. Гочияев до 1997 года имел успешный бизнес в Москве в сфере строительства. В 1997 году он увлёкся идеями ваххабизма. Из Москвы он возвратился в Карачаевск, затем прошёл обучение в лагере Хаттаба.
Взрывчатку изготовили в посёлке Мирный (Ставропольский край), откуда родом один из участников теракта, Юсуф Крымшамхалов, путём смешения тротила, алюминиевой пудры, аммиачной селитры и сахара. Оттуда её под видом сахара переправили на продуктовую базу в Кисловодске, которой заведовал дядя Крымшамхалова. В город террористов пропустил сотрудник ГИБДД Станислав Любичев. На продовольственной базе террористы расфасовали взрывчатую смесь в мешки из-под сахара с логотипом Эркен-Шахарского сахарного завода. После того, как всё было спланировано, террористы организовались в несколько групп для перевозки взрывчатки в несколько городов.
13 сентября 1999 года житель Волгодонска, азербайджанец по национальности, Аббаскули Искендеров, не осведомлённый о планах террористов, на стоянке грузового автотранспорта в Волгодонске познакомился с карачаевцами по национальности Адамом Деккушевым, Юсуфом Крымшамхаловым и Тимуром Батчаевым, прибывшими в город на грузовике «КАМАЗ-5320», загруженном «картофелем для продажи».
Северокавказцы купили грузовую автомашину Искендерова «ГАЗ-53», объяснив, что она им нужна для развозки по рынкам Волгодонска картофеля, которого они привезли более 10 тонн. В этот же день северокавказцы вручили Искендерову 300 долларов США и 2200 рублей обговорённой суммы, а тот передал им «ГАЗ-53». Оформить сделку купли-продажи автомобиля договорились 16 сентября. В этот же день «ГАЗ-53» был помещён ими на территорию автоколонны № 2070, где в будку «ГАЗ-53» была перегружена взрывчатка и установлено взрывное устройство, замаскированное картофелем россыпью.
15 сентября, предварительно предупредив Искендерова по телефону, Деккушев заехал за ним на «Москвиче» домой и привёз в автоколонну. Якобы с целью экономии времени, Деккушев уговорил Искендерова на ночь поставить «ГАЗ-53» у его дома по Октябрьскому шоссе, с тем, чтобы около 7 часов утра 16 сентября перевезти картофель на рынок, а затем после его реализации оформить документы купли-продажи автомобиля. Заплатив в качестве вознаграждения Искендерову 70 рублей, Деккушев сопроводил его на «Москвиче» до места и, убедившись, что тот поставил автомашину «ГАЗ-53» напротив подъезда, попросил за ней присматривать, после чего уехал. С вечера до двух часов ночи жена Искендерова присматривала за стоящей у дома автомашиной, а после двух часов ночи 16 сентября машину сторожил сам Искендеров, находясь в кабине. После пяти часов ему стало холодно, и он вернулся в квартиру.
В 5 часов 57 минут 16 сентября произошёл взрыв бомбы, находившейся в автомашине «ГАЗ-53». Мощность взрывного устройства составила около 850—1850 кг в тротиловом эквиваленте. Взрывной волной была разрушена фасадная часть в двух блок-секциях дома, обрушилась часть перекрытий, были повреждены лестничные проёмы. В общей сложности было повреждено 37 домов в двух кварталах, были выбиты стекла, оконные рамы и дверные проёмы, в некоторых домах образовались трещины. Отголоски взрыва были слышны практически во всём городе. Из завалов было извлечено 18 погибших - в том числе 2 детей, 1 человек умер в больнице 17 сентября, 89 человек госпитализированы. Всего же по официальным данным признаны пострадавшими в результате теракта 15280 человек (включая более 1000 детей).

## Судебные процессы
14 мая 2003 года Кисловодский городской суд приговорил бывшего милиционера Станислава Любичева к 4,5 годам лишения свободы. Любичев обвинялся в том, что за взятку обеспечил беспрепятственный проезд автотранспорта на территорию Кисловодска. При этом водитель не имел сопроводительных документов на перевозимый груз, а сам транспорт был в технически неисправном состоянии. Любичев лично сопроводил водителя до складов «Реалбазы хлебопродуктов» (Кисловодск), на котором работал дядя одного из террористов. Позже часть взрывчатки с «Реалбазы хлебопродуктов» была использована для осуществления теракта в Волгодонске.
12 января 2004 года Московский городской суд приговорил к пожизненному заключению Адама Деккушева и Юсуфа Крымшамхалова, обвинённых в совершении ряда терактов, в том числе взрыва дома в Волгодонске. 8 июля 2004 года Верховный суд России оставил в силе приговор Мосгорсуда.

## Взрыв 16 сентября и заявление Г. Селезнёва 13 сентября 1999
12 сентября 1999 года в городе Волгодонске возле дома № 23 по улице Энтузиастов прогремел мощный взрыв. Как выяснили прибывшие на место оперативники, радиоуправляемое взрывное устройство было заложено в вылитый из цемента строительный блок, появившийся возле дома незадолго до взрыва. В подъезде были выбиты стёкла. Трое человек с ранениями от ожогов и осколков были госпитализированы. Первой версией этого взрыва был «чеченский след», однако позже выяснилось, что это было покушение на местного предпринимателя Евгения Кудрявцева, известного как преступный авторитет по кличке Адмирал, владевшего двумя крупнейшими торговыми комплексами.
Сообщение об этом взрыве появилось на ленте информагентства Polit.ru в 11:53: «Два человека ранены в результате взрыва неустановленного взрывного устройства, произошедшего вчера в городе Волгодонске Ростовской области, передаёт РИА „Новости“»..
13 сентября председатель Госдумы России Геннадий Селезнёв на заседании Совета Госдумы заявил: «По сообщению из Ростова-на-Дону, сегодня ночью взорван жилой дом в Волгодонске».
17 сентября Владимир Жириновский заявил на заседании Госдумы:
Вспомните, Геннадий Николаевич, вы нам в понедельник [13 сентября] сказали, что дом в Волгодонске взорван, за три дня до взрыва. Это же можно как провокацию расценивать: если Государственная дума знает, что дом уже взорван якобы в понедельник, а его взрывают в четверг [16 сентября] <…> Как это произошло, что вам докладывают, что в 11 утра в понедельник взорван дом, и что, администрация Ростовской области не знала об этом, что вам об этом доложили? Все спят, через три дня взрывают, тогда начинают принимать меры.
23 октября 1999 года газета «Вечерний Волгодонск» дала комментарий, разъяснив причину оговорки Селезнёва:
В местную прессу из центральных СМИ просочилась информация, будто в Госдуме за четыре дня до теракта знали о факте взрыва в Волгодонске. И сам спикер Геннадий Селезнев прочитал записку на эту тему. Как выяснилось, все так, кроме одного — самого взрыва. Речь в записке шла о том злополучном воскресном [произошедшем 12 сентября] взрыве, что прозвучал в нашем городе в ходе криминальных разборок, действительно, за четыре дня до теракта. Так развеиваются мифы и проясняются неизвестные широкой общественности факты.
В 2017 году в разговоре с Юрием Дудём Жириновский допустил, что Селезнёв как член Совета безопасности должен был знать о готовящихся терактах в Волгодонске, но по ошибке зачитал сообщение об уже свершившемся теракте, предположительно, спутав его с уже прогремевшими взрывами в Буйнакске и Москве.

## Память о погибших
На месте теракта в Волгодонске был создан мемориал памяти жертвам террористического акта 16 сентября 1999 года, рядом с ним был разбит сквер. Все погибшие похоронены на городском кладбище № 2, рядом с могилами также установлен памятник.
По мотивам событий снят художественный фильм «Капитан Голливуд» (2020).

## Реконструкция повреждённого взрывом дома
Впоследствии две секции дома, наиболее пострадавшие от взрыва, были демонтированы. Оставшиеся две секции восстановлены и реконструированы, образовав новый восьмиэтажный дом по адресу: ул. Гагарина, 56а.